# Franky G
Franky G (New York, 30 oktober 1965), geboren als Frank Gonzalez, is een Amerikaans acteur en filmproducent.

## Biografie
G werd geboren in de borough Brooklyn van New York als zoon van Puerto Ricaanse immigranten, en groeide op in de wijk Queens. Voordat hij acteur werd was hij actief als semiprofessioneel Americanfootballspeler, uitsmijter en beveiliger in cafés. Hij studeerde strafrecht aan de Northeastern State University in Tahlequah.
G begon in 1998 met acteren in de televisieserie New York Undercover, waarna hij nog meerdere rollen speelde in televisieseries en films. In 2002 won hij een Sundance Film Festival Award met zijn rol in de film Manito in de categorie Speciaal Jury Prijs.

## Filmografie

### Films
Uitgezonderd korte films.
- 2021 The Birthday Cake - als Omar
- 2018 Fists of Love - als John
- 2018 The Martyr Maker - als Omar Aziz
- 2017 Lost Cat Corona - als Ricky
- 2017 Blowtorch - als rechercheur Ramos
- 2016 Fists of Love - als John
- 2016 The Pastor - als Luca Ramirez
- 2015 Laugh Killer Laugh - als rechercheur Mantiga
- 2014 Fists of Love - als John
- 2013 36 Saints - als Joseph Reyes
- 2013 Tio Papi - als Chizzy
- 2013 Dead Man Down - als Luco
- 2011 Gun Hill Road - als Tico
- 2009 The Devil's Tomb - als Hammer
- 2006 Saw III - als Xavier Chavez
- 2005 Saw II - als  Xavier Chavez
- 2003 Wonderland - als Louis
- 2003 The Italian Job - als Wrench
- 2003 Confidence - als Lupus
- 2002 Manito - als Moreno junior

### Televisieseries
Uitgezonderd eenmalige gastrollen.
- 2019-2024 The Family Business - als Juan Rodriguez - 11 afl.
- 2022 Crash the System - als Abeto - 2 afl.
- 2014-2019 Power - als Poncho - 20 afl.
- 2006-2007 Smith - als Joe Garcia - 7 afl.
- 2005 Jonny Zero - als Jonny Calvo - 9 afl.

### Filmproducent
- 2018 Fists of Love - film
- 2014 A Life Not Lived - korte film
- 2013 36 Saints - film
- 2012 A Hero's Return - korte film
- 2011 Pale Blue Light - korte film
- 2009 A Cry Within - korte film

- Library of Congress Control Number: no2004015632
- Nationale Bibliotheek van Tsjechië: xx0095656
- Virtual International Authority File: 311118086
- WorldCat: E39PBJdM8RQxvPkBq4TjtkRHYP